# 黑尔萨
黑尔萨（德語：Helsa）是德国黑森州的一个市镇。总面积25.76平方公里，总人口5507人，其中男性2622人，女性2885人（2011年12月31日），人口密度214人/平方公里。

## 友好城市
- 法國 特雷布